# مانويل غوميز بيريرا
مانويل غوميز بيريرا (بالإسبانية: Manuel Gómez Pereira)‏ هو كاتب سيناريو ومخرج إسباني، ولد في 8 ديسمبر 1958 في مدريد في إسبانيا.

## وصلات خارجية
- مانويل غوميز بيريرا على موقع IMDb (الإنجليزية)
- مانويل غوميز بيريرا على موقع ألو سيني (الفرنسية)
- مانويل غوميز بيريرا على موقع أول موفي (الإنجليزية)
- مانويل غوميز بيريرا على موقع قاعدة بيانات الفيلم (الإنجليزية)
- مانويل غوميز بيريرا على موقع كينوبويسك (الروسية)